# Oligosita acestes
Oligosita acestes är en stekelart som först beskrevs av Walker 1839.  Oligosita acestes ingår i släktet Oligosita och familjen hårstrimsteklar. Arten är reproducerande i Sverige. Inga underarter finns listade i Catalogue of Life.